# Gelliusz Maksymus
Gellius Maximus (zm. 219) – przywódca buntu na wschodzie cesarstwa za rządów Heliogabala.
Był synem Lucjusza Gelliusza Maksymusa, lekarza i członka senatu. Służył jako oficer w legionie IV Scythica w Syrii i wykorzystał zamęt w czasie rządów Heliogabala, by wzniecić bunt w oddziałach. Wystąpienie to szybko stłumiono, a Gelliusza Maksymusa zgładzono.